# Военный трибунал по делу о мятеже на «Кейне» (2023)
«Военный трибунал по делу о мятеже на „Кейне“» (англ. The Caine Mutiny Court-Martial) — фильм американского режиссёра Уильяма Фридкина с Кифером Сазерлендом в главной роли. Премьера картины состоялась на 80-м Венецианском кинофестивале в сентябре 2023 года.

## Сюжет
Фильм снят на основе классического сюжета о событиях на американском военном корабле «Кейн», участники которых были обвинены в мятеже и предстали перед судом. В его основу лёг сценарий Германа Воука, написанный по мотивам романа того же автора «Бунт на „Кейне“». Однако режиссёр Уильям Фридкин перенёс события фильма из времён Второй мировой войны в 2020-е годы.

## В ролях
- Кифер Сазерленд — лейтенант-коммандер Филлип Квиг
- Джейсон Кларк — лейтенант Барни Гринвальд
- Джейк Лэси — лейтенант Стивен Мэрик
- Моника Реймунд — коммандер Кэтрин Чалли
- Лэнс Реддик — капитан Лютер Блейкли
- Льюис Пуллман — лейтенант Томас Кифер
- Элизабет Анвейс — капитан Джоан Ландин
- Том Райли — лейтенант Уиллис Кит
- Франсуа Баттист — капитан Рэндольф Саутард[4]

## Премьера и восприятие
Премьера картины состоялась на 80-м Венецианском кинофестивале в сентябре 2023 года, где он был показан вне конкурса. Фридкин умер 7 августа 2023 года, так что «Военный трибунал» стал его последней работой.
На сайте-агрегаторе рецензий Rotten Tomatoes 94 % из 52 рецензий критиков положительные со средней оценкой 7,3/10. Консенсус сайта гласит: «Последний фильм мастера своего дела служит захватывающим напоминанием о том, что иногда все, что вам нужно — это минималистическая обстановка, солидный актёрский состав и несколько остро написанных диалогов».
Пит Хэммонд в своей рецензии для Deadline Hollywood отметил, что фильм «цельный и без излишеств». Критик Film.ru Максим Ершов оценил фильм на семь баллов. По его мнению, «Последний фильм Фридкина, камерный, разговорный и скупой на художественные средства, увлекает и не даёт оторваться от экрана. Это уже большая режиссёрская победа. Судебная драма напоминает документальные работы Фредерика Уайзмана, дотошно исследующего будни различных американских институций».